# عروسک‌های روسی (فیلم)
عروسک‌های روسی (به انگلیسی: Russian Dolls) فیلمی محصول سال ۲۰۰۵ و به کارگردانی سدریک کلاپیش است. در این فیلم بازیگرانی همچون رومن دوریس، اودره توتو، کلی رایلی، سسیل دو فرانس، کوین بیشاپ، لوسی گوردون، آئیسا مائیگا، زین‌الدین سوآلم، ایرنه مونتالا، فردریک بل، پیر کاسینیار، لانیک گائوتری، کریستینا بروندو و کارول فرانک ایفای نقش کرده‌اند.